# 雪獅

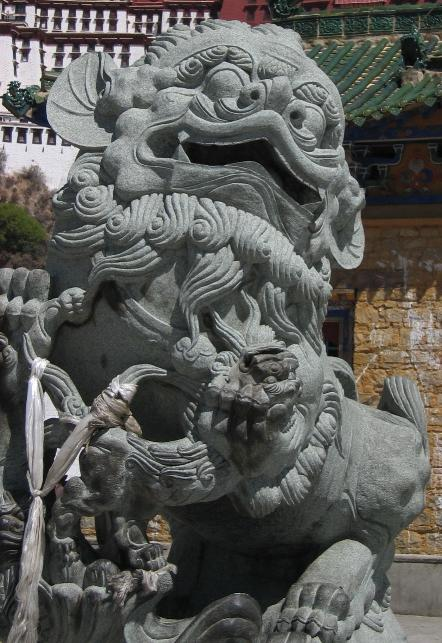
布達拉宮的雪獅

雪山獅子旗

西藏國徽的雪獅

雪獅（藏語：གངས་སེང་གེ་，威利转写：gangs seng ge），是一種傳說生物，藏族的象徵。西藏流亡政府使用雪獅制定“西藏國旗”「雪山獅子旗」和“西藏國徽”，兩隻雪獅象徵政教結合之事業戰勝一切。
西藏民歌和諺語中經常提到雪獅生活在最高的山區俯視西藏較低地區，正如雪獅是「野獸之王」俯視其他野獸。雪獅也用來代表在高山上獨居的隱士和瑜伽師。
據西藏傳說，兩位西藏文化英雄格薩爾王和密勒日巴（11-12世紀）是由母雪獅養大的。
《西游记》中，雪獅是妖怪九灵元圣的孙子之一。

## 外部連結
- Symbols of Tibetan Buddhism
- Two Famous Snow Lions （页面存档备份，存于）